# Il papà impiegato reincarnato nella perfida nobildonna del videogioco
Il papà impiegato reincarnato nella perfida nobildonna del videogioco (悪役令嬢転生おじさん?, Akuyaku Reijō Tensei Oji-san) è una serie manga giapponese scritta e illustrata da Michiro Ueyama. È stata serializzata sulla rivista mensile di manga seinen Young King Ours GH di Shōnen Gahōsha a partire da marzo 2020, con i suoi capitoli raccolti in otto volumi tankōbon a partire da marzo 2025. Un adattamento anime per la televisione, prodotto da Ajia-do Animation Works, è andato in onda da gennaio a marzo 2025.

## Trama
Un impiegato statale di nome Kenzaburo Tondabayashi viene investito da un camion mentre salva un ragazzo e rinasce nel gioco otome "Magical Academy: Love & Beast" nei panni dell'antagonista, Grace Auvergne. La sua presenza cambia la personalità di Grace in una più gentile, che così diventa persino amica e guida dell'eroina del gioco, Anna Doll, verso la quale la Grace originale dovrebbe essere ostile. Nel frattempo, si scopre che il corpo originale di Kenzaburo è sopravvissuto, ma è bloccato in coma. Sua moglie e sua figlia scoprono che è intrappolato nel gioco e tentano di aiutarlo a completarlo nella speranza di farlo uscire.

## Personaggi
Kenzaburo Tondabayashi (屯田林 憲三郎?, Tondabayashi Kenzaburō)
Doppiato da: Kazuhiko Inoue (ed. giapponese);
Un impiegato statale di 52 anni. Dopo aver salvato la vita di un ragazzo dall'essere investito da un camion, si ritrova reincarnato nel videogioco otome preferito di sua figlia, Magical Academy: Love & Beast, nei panni della perfida antagonista del gioco, Grace Auvergne. Nonostante conosca i ruoli da antagonista (anche perfida) da storie viste quand'era giovane (vengono citati gli anime Jenny la Tennista e Candy Candy), Kenzaburo non ha familiarità con il genere otome. Anche quando cerca di comportarsi da perfida nobildonna, la sua natura gentile continua a mettersi in mezzo. Invece, usa le sue abilità di una vita come impiegato statale e padre premuroso per far progredire la trama del gioco,  ignaro di starla alterando in modo significativo. Grazie all'abilità speciale "Elegance Cheat" (ovvero Trasformazione elegante), qualsiasi frase e qualsiasi azione fisica che fa nei panni di Grace si rivela elegante. Nel mondo reale, Kenzaburo è ancora vivo ma è caduto in coma, ignaro del fatto che le sue azioni nel mondo di gioco sono osservate da sua moglie e sua figlia, che cercano di aiutarlo ad avanzare nel gioco in modo da poterlo riportare indietro.
Grace Auvergne (グレイス・オーヴェルヌ?, Gureisu Ōverunu)
Doppiata da: M.A.O (ed. giapponese);
L'antagonista, nonché perfida nobildonna, del gioco Magical Academy: Love & Beast, il cui personaggio viene posseduto da Kenzaburo. Nel gioco, Grace è la rivale di Anna, che tratta crudelmente a causa della sua origine popolana. Come risultato dell'influenza di Kenzaburo, Grace è molto più gentile e amichevole, con grande sorpresa di tutti coloro che la conoscevano. Invece di essere la rivale di Anna, Grace diventa amica e mentore di Anna.
Anna Doll (アンナ・ドール?, Anna Dōru)
Doppiata da: Akira Sekine (ed. giapponese);
Il personaggio principale del videogioco Magical Academy: Love & Beast. A causa delle azioni di Kenzaburo in cui tratta Anna come una figlia invece che come un'antagonista, lei e Grace diventano amiche invece che rivali.
Virgile Vierge (ヴィルジール・ヴィエルジ?, Virujīru Vieruji)
Doppiato da: Kaito Ishikawa (ed. giapponese);
Il principe ereditario, presidente del consiglio studentesco e fidanzato ufficiale di Grace. Nel gioco, era uno dei possibili interessi amorosi di Anna. Anche se all'inizio non mostrava molto amore per Grace, ha iniziato a innamorarsene dopo averla vista cambiare i suoi modi.
Hinako Tondabayashi (屯田林 日菜子?, Tondabayashi Hinako)
Doppiata da: Tomoyo Kurosawa (ed. giapponese);
L'unica figlia di Kenzaburo. Un'orgogliosa otaku proprio come i suoi genitori, è la prima a scoprire che suo padre è ora l'antagonista Grace nel suo videogioco preferito e tenta di aiutarlo in modo che possano riportare la sua mente nel mondo reale. Anche se non può comunicare con suo padre, può controllare Orion, il famiglio di Grace.
Mitsuko Tondabayashi (屯田林 美津子?, Tondabayashi Mitsuko)
Doppiata da: Takako Honda (ed. giapponese);
La moglie di Kenzaburo e la madre di Hinako. Proprio come suo marito e sua figlia, anche lei è un otaku e la seconda persona a scoprire che suo marito è nel videogioco preferito di sua figlia. Lavora con sua figlia per completare il gioco e riportare suo marito nel loro mondo.
Richard Verseau (リシャール・ヴェルソー?, Rishāru Verusō)
Doppiato da: Yūichirō Umehara (ed. giapponese);
Il vicepresidente del Consiglio studentesco.
Auguste Lion (オーギュスト・リオン?, Ōgyusuto Rion)
Doppiato da: Ryōta Suzuki (ed. giapponese);
Il capo della divisione di sicurezza del consiglio studentesco.
Pierre Gemeaux (ピエール・ジェモー?, Piēru Jemō)
Doppiato da: Takuma Nagatsuka (ed. giapponese);
Il segretario del consiglio studentesco e valletto di Virgile.
Lambert Balance (ランベール・バランス?, Ranbēru Baransu)
Doppiato da: Seiichiro Yamashita (ed. giapponese);
Il tesoriere del consiglio studentesco.
Lucas Vierge (リュカ・ヴィエルジ?, Ryuka Vieruji)
Doppiato da: Aoi Koga (ed. giapponese);
Fratello minore di Virgile e secondo principe del regno.
Leopold Auvergne (レオポルド・オーヴェルヌ?, Reoporudo Ōvuerunu)
Doppiato da: Akio Otsuka (ed. giapponese)
Il padre di Grace. Serve come Ministro delle Finanze del regno.
Josette (ジョゼット?, Jozetto)
Doppiata da: Yū Sasahara (ed. giapponese);
Una ragazza gatto e apprendista cameriera a casa di Grace. All'inizio teme Grace a causa della sua crudeltà, ma le si affeziona dopo aver visto la sua personalità cambiare.
Francette Mercure (フランセット・メルキュール?, Furansetto Merukyūru)
Doppiata da: Yūki Kuwahara (ed. giapponese)
Un membro del club teatrale. Nel gioco originale, era la migliore amica di Anna a scuola, ruolo che ora è assunto da Grace. Diventa invece la consulente teatrale e l'aiutante di Anna e Grace.
Grenat (ガーネット?, Gānetto)
Doppiata da: Yuna Kamakura (ed. giapponese);
Mezzelfo e professoressa di magia a scuola.
Headmaster (学園長?, Gakuenchō)
Doppiato da: Hōchū Ōtsuka (ed. giapponese);
Un potente mago e preside della scuola.
Tsuchii
Uno degli studenti.
Orion (オリオン?)
Drago ancestrale e famiglio di Grace, creato Kenzaburo con l'aiuto sconosciuto di Hinako.
Pollux (ポルックス?, Porukkusu)
Gargoyle, famiglio di Pierre.
Spica (スピカ?, Supika)
Grifone, famiglio di Virgile.
Sirius (シリウス?, Shiriusu)
Pegaso, famiglio di Anna.
Regulus (レグルス?, Regurusu)
Garuda, famiglio di Auguste.
Sadalmelik (サダルメリク?, Sadarumeriku)
Il serpente marino, famiglio di Richard.
Zubenelgenubu
Sfinge, famiglio di Lambert.
Violet Corbeau (ヴィオレ・コルポー?, Viore Korupō), Jaune Moineau (ジョーヌ・モワノー?, Jōnu Mowanō) e Marron Chouette (マロン・シュエット?, Maron Shuetto)
Tre ragazze che all'inizio sono antagoniste nei confronti di Anna Doll, ma che saranno convinte a dismettere le maldicenze e ad andare d'accordo con lei.
Mathilde
Una cameriera gatta che lavora per Grace ed è la sua parrucchiera. Può esercitare una forma di magia del fuoco.
Olive
La cameriera capo della famiglia di Grace.
Walz
Un nano artigiano impiegato dalla famiglia del Duca. È responsabile dell'officina all'interno della villa.
Jacqueline
La madre di Grace, che sa prevedere il futuro. Di solito è lontana da casa e lavora con una strana sfera di luce parlante.

## Media

### Manga
Scritto e illustrato da Michiro Ueyama, From Bureaucrat to Villainess: Dad's Been Reincarnated! è iniziato sulla rivista di manga seinen Young King Ours GH di Shōnen Gahōsha il 16 marzo 2020. Shōnen Gahōsha ha raccolto i suoi capitoli in singoli volumi tankōbon. Il primo volume è stato pubblicato il 16 dicembre 2020. Al 10 marzo 2025 sono stati pubblicati otto volumi.

#### Volumi
| Nº | Data di prima pubblicazione | Data di prima pubblicazione | Data di prima pubblicazione |
| Nº | Giapponese                  | Giapponese                  |                             |
| -- | --------------------------- | --------------------------- | --------------------------- |
| 1  | 16 dicembre 2020            | ISBN 978-4-7859-6827-4      |                             |
| 2  | 2 agosto 2021               | ISBN 978-4-7859-6968-4      |                             |
| 3  | 5 aprile 2022               | ISBN 978-4-7859-7114-4      |                             |
| 4  | 28 dicembre 2022            | ISBN 978-4-7859-7308-7      |                             |
| 5  | 5 giugno 2023               | ISBN 978-4-7859-7406-0      |                             |
| 6  | 4 gennaio 2024              | ISBN 978-4-7859-7578-4      |                             |
| 7  | 5 agosto 2024               | ISBN 978-4-7859-7726-9      |                             |
| 8  | 10 marzo 2025               | ISBN 978-4-7859-7901-0      |                             |

### Anime
Nel gennaio 2024 è stato annunciato che il manga avrebbe ricevuto un adattamento in serie televisiva anime. È stato animato da Ajia-do Animation Works e diretto da Tetsuya Takeuchi, con la composizione della serie affidata a Shingo Irie, i disegni dei personaggi di Haruka Matsunae e i disegni dei mostri di Yuki Miyamoto. La musica è composta da Natsumi Tabuchi, Misaki Tsuchida, Tsugumi Tanaka, Reiko Abe e Kaho Sawada. La serie è andata in onda dal 10 gennaio al 28 marzo 2025 nel blocco di programmazione Super Animeism Turbo su tutti gli affiliati JNN, inclusi MBS e TBS. La sigla di apertura è "Choose!!", eseguita da Cider Girl, mentre la sigla di chiusura è "Matsuken Samba II" (マツケンサンバII), eseguita da Kazuhiko Inoue e M.A.O nei panni dei rispettivi personaggi.
Sentai Filmworks ha concesso in licenza la serie per il Nord America, per lo streaming su Hidive. Nel Sud e nel Sud-est asiatico, la serie è stata concessa in licenza da Muse Communication.

### Episodi
| Nº | Titolo italiano Giapponese 「Kanji」 - Rōmaji | In onda          | In onda  |
| Nº | Titolo italiano Giapponese 「Kanji」 - Rōmaji | Giapponese       | Italiano |
| 1  | Papà diventa la perfida nobildonna 「おじさん、悪役令嬢になる」 - Oji-san, Akuyaku Reijō ni Naru | 10 gennaio 2025  | -        |
| 1  | Kenzaburo Tondabayashi, un burocrate di 52 anni, viene investito da un camion e si risveglia come Grace Auvergne, la "perfida antagonista" del gioco otome preferito di sua figlia Hinako, Magical Academy: Love & Beast. La gentilezza di Kenzaburo contraddice la durezza di Grace, confondendo i personaggi con cui interagisce. Usando quel poco che sa del gioco da sua figlia Hinako, Kenzaburo (sempre più perplesso) cerca di interpretare il ruolo dell'antagonista e maltrattare la protagonista del gioco, Anna Doll, ma non riesce a staccarsi dalla sua gentile mentalità paterna e Grace finisce per diventare amica di Anna prima della cerimonia di ingresso alla Royal Magic Academy. Il principe Virgile si avvicina ai due e diventa amico di Anna. Dopo la cerimonia, Anna si siede accanto a Grace in classe e l'atteggiamento concentrato di Grace/Kenzaburo la sprona a lavorare sodo. Nel frattempo, Virgile e il capo della sicurezza del consiglio studentesco, Auguste Lion, discutono sui nuovi candidati per il consiglio studentesco e Virgile raccomanda Anna e Grace. All'ora di pranzo, gli studenti hanno il compito di servirsi da soli, cosa che molti studenti non sono disposti a fare perché abituati ad essere serviti; ma dopo aver visto Grace portare il cibo in modo elegante e complimentarsi con gli chef alla fine, gli altri studenti seguono l'esempio di Grace. |                  |          |
| 2  | Papà diventa un mago 「おじさん、魔法使いになる」 - Oji-san, Mahōtsukai ni Naru | 17 gennaio 2025  | -        |
| 2  | Grace e Anna vengono presentate ai ragazzi del consiglio studentesco, che sono i possibili interessi amorosi di Anna nel gioco otome. Il consiglio è sorpreso che Grace caldeggi l'ammissione di Anna poiché si aspettavano che Grace agisse con ostilità verso una popolana, mentre Kenzaburo, da onesto impiegato statale di medio livello, ha invece fornito istintivamente una valutazione professionale obiettiva di Anna. Successivamente, gli studenti seguono lezioni pratiche di magia, con Grace e Anna che si distinguono. Tsuchii, uno degli studenti, geloso del loro successo, evoca un golem gigante di cui perde il controllo, ma Grace lo ferma con un incantesimo basato sui kanji, sconosciuti in quel mondo. Nel frattempo, la giovane e goffa cameriera di Grace, Josette, si interroga sul cambiamento del comportamento della giovane duchessa. Dopo aver sentito circolare voci su cameriere incompetenti che sono state scacciate, Josette rompe accidentalmente una teiera mentre sta portando il tè a Grace e teme di venir venduta, ma Grace la riassicura e la calma offrendole dei dolci. Quindi Grace porta Josette a visitare Meister Walz, il fabbro della famiglia che ripara immediatamente la teiera, e ricorda i tempi in cui Grace, da bambina, lo osservava lavorare incantata, per ore. Successivamente Grace/Kenzaburo gli mostrerà il progetto di un abaco. |                  |          |
| 3  | Papà fa giochi di parole! 「おじさん、ダジャレを言う！」 - Oji-san, Dajare o Iu! | 24 gennaio 2025  | -        |
| 3  | Usando l'abaco, Grace fa un rapido lavoro con l'incarico di contabilità assegnato dal consiglio studentesco, aiutando anche Anna con il suo compito, mentre Kenzaburo continua a dimenticare che dovrebbe essere "la cattiva". Successivamente, Auguste e il vicepresidente Richard Verseau hanno un duello per determinare chi sia l'uomo più forte del consiglio studentesco, che si conclude con un pareggio. Dopo il duello, un cervo volante di Miyama atterra sulla schiena di Auguste. Grace/Kenzaburo afferra il coleottero senza farsi problemi, rifiutando di ucciderlo, rispedendolo invece nella foresta. Richard porta quindi Grace, Anna e Virgile nel caveau segreto dell'accademia dove sono conservate e mantenute varie armi e armature. Richard fa vari giochi di parole (della categoria detta dajare in giapponese) mentre presenta le varie armi, con battute di spirito che i presenti trovano imbarazzanti, finché Grace non risponde con un suo gioco di parole che spinge Richard a dichiararsi sconfitto. Il giorno dopo, Anna si sente depressa dopo che il tesoriere Lambert Balance si vanta di aver finito il suo lavoro prima di Anna, facendole pensare che Lambert la odi. Il fratello minore di Virgile, Lucas Virge, chiarisce la situazione e dice ad Anna che la vede come una rivale. Il giorno dopo, Anna finisce il suo lavoro prima di Lambert, mentre Grace dice a Lambert che il lavoro del consiglio studentesco non è una competizione e gli dà il suo abaco. Ne dà anche un altro a Lucas, che lo tratta come un giocattolo. Kenzaburo decide quindi che, anche se è diventato la perfida antagonista, continuerà ad aiutare gli altri come aveva fatto nella sua vita precedente. |                  |          |
| 4  | Papà evoca una beast 「おじさん、ビーストを召喚する」 - Oji-san, Bīsuto o Shōkan Suru | 31 gennaio 2025  | -        |
| 4  | Un mese dopo l'inizio dell'anno scolastico, gli studenti evocano le loro "beast" (famigli) dopo aver incubato le loro uova poiché le loro vere lezioni di magia non iniziano fino a quando non ottengono le loro "beast". Anna evoca un pegaso con l'attributo vento, mentre Auguste e Virgile esibiscono i propri famigli, rispettivamente un Garuda con l'attributo fuoco e un grifone con il vento. Il rituale di Grace risulta inaspettatamente surreale, e alla fine ottiene un raro Drago Antico con attributi di fuoco e di acqua, con grande sorpresa di tutti, poiché è inaudito che una beast abbia più di un attributo, ancor più se contraddittori. Nella seconda metà dell'episodio, la vicenda si sposta in Giappone, dove Hinako e sua madre Mitsuko visitano Kenzaburo in ospedale e vengono informate che mentre è ancora vivo, non si è risvegliato. Dopo essere tornata a casa dall'ospedale, Hinako nota che il suo gioco e la TV sono accesi e non possono essere spenti, che il telecomando e il controller di gioco della TV non funzionano, e scopre che la mente di suo padre è all'interno dell'universo del gioco come Grace. Hinako riferisce allarmata la sua conclusione alla madre Mitsuko, che a sorpresa le crede immediatamente; figlia e madre controllano le statistiche del gioco che confermano che Grace (come abitudini, grandi abilità da ragioniere e senso dell'umorismo infantile) è davvero Kenzaburo. Durante la notte Hinako riesce a far avanzare il tempo del gioco di un mese e conclude che i due mondi si muovono in tempi differenti. Hinako è in grado di osservare lo svolgersi degli eventi dal punto di vista di Grace e di intervenire negli eventi principali del gioco: durante l'evocazione della "beast" di Grace combina le forme di mana di Kenzaburo e Grace per creare il drago a doppio attributo, scoprendo che in certe circostanze può immergere le mani nello schermo TV come se fosse un portale. Lei e Mitsuko decidono di continuare il gioco nella speranza di riportare Kenzaburo nel mondo reale. |                  |          |
| 5  | Papà ne equipaggia due 「おじさん、二刀流でいく」 - Oji-san, Nitōryū de Iku | 7 febbraio 2025  | -        |
| 5  | Dopo aver chiamato il drago Orion, Grace inizia le lezioni di magia scoprendo che, mentre la magia di Orion è potente, Orion non può usare contemporaneamente la magia del fuoco e dell'acqua. Quando il preside chiede a Grace se abbia un'idea di come possa avere un doppio attribuito magico, Kenzaburo decide di spiegare la situazione e Grace rivela come una seconda, nuova anima sia presente in lei, ma il preside la interrompe dichiarando che questo indica la sua maturazione in una nuova persona più responsabile, con sollievo di Hinako. Il preside prosegue raccomandando a Grace di prendere parte all'imminente esibizione di magia e dopo varie esitazioni Grace accetta. In Giappone viene rivelato che il nome Orion è stato scelto da Hinako e, per poter fargli utilizzare l'altro attributo, deve cambiarlo da menu; infatti, controllare Orion è l'unica cosa che può fare. Deve anche aiutare Kenzaburo a farlo procedere nella trama del gioco e si infiamma, decidendo che è il suo dovere di figlia e otaku. In seguito, Grace si dirige in biblioteca per fare ricerche sulla magia e sulle "beast". Mentre entrano, Francette Mercure, che sta facendo ricerche per il prossimo spettacolo del club di recitazione, osserva segretamente Grace e Anna e sviene platealmente dopo essere stata commossa dalla loro amicizia. Grace incontra Pierre Gemeaux, segretario del consiglio studentesco e assistente personale di Virgile, che esprime la sua preoccupazione per il fatto che il principe Virgile si è di nuovo nascosto durante l'esercizio dei suoi doveri. Invece di rimproverarlo come fa Grace nel gioco, Grace lo invita a considerare questo come un momento di riposo. Anna chiede a Pierre di mostrare loro la sua "beast", un Gargoyle con l'attributo dell'acqua di nome Polluce. Quando Pierre chiede del matrimonio con Virgile, Grace dice a Pierre che il matrimonio non è garantito fino a quando non avviene, spingendo Virgile, che aveva ascoltato la loro conversazione, a uscire dal suo nascondiglio, cosa che lo fa riprendere da Pierre. Grace approfitta dell'occasione per chiedere al principe di addestrare Anna nella magia del vento. Di fronte alla timidezza di Anna, Kenzaburo vede questa come un'opportunità per interpretare di nuovo la parte della perfida nobildonna, ordinando seccamente ad Anna di farle da assistente nell'esibizione di magia, e di lavorare duramente a questo scopo, cosa che, con sua sorpresa, Anna accetta con entusiasmo, con tanto di appoggio da parte di Virgile, e, come se non bastasse, Pierre mostra di aver capito che, dietro la dura facciata, Grace tiene ad Anna. |                  |          |
| 6  | Papà si commuove 「おじさん、感涙する」 - Oji-san, Kanrui Suru | 14 febbraio 2025 | -        |
| 6  | Grace, Anna, Richard e Auguste si allenano per l'Esibizione di Magia. Durante il loro addestramento, un mostro Scheletro di Drago emerge e attacca i quattro. Richard e August si impegnano in un combattimento, mentre Grace e Anna vengono istruite ad andare a cercare rinforzi, ma Grace usa i loro cerchi magici e il suo "bacchettaglio" (combinazione della sua bacchetta magica e del suo ventaglio) per trasformare temporaneamente le "beast" in armi per sconfiggere il mostro in un istante. Per ricambiare questo incredibile aiuto, Richard e August pronunciano un solenne voto di fedeltà a Grace, la "futura regina", con Grace/Kenzaburo (nonché Hinako e Mitsuko) decisamente in fortissimo imbarazzo. Tornati all'accademia, dopo aver posizionato una barriera intorno alla scuola per mantenere la magia all'interno, Grace e Anna si allenano insieme ad Anna facendo grandi progressi nel suo allenamento. Successivamente, Hinako vede lo schermo virare a 8 bit quando tre ragazze, Violet Corbeau, Jaune Moineau e Marron Chouette, appaiono di fronte a Grace per riportarle voci maligne sul conto di Anna; Grace/Kenzaburo le ammonisce, aggiungendo che i nobili devono assumersi la responsabilità di ciò che dicono. Il consiglio studentesco si riunisce e i ragazzi parlano di quanto sia eccezionale per Grace e Anna partecipare all'esibizione di magia già nel loro primo anno. Lucas avverte Grace che, mentre il consiglio studentesco accetta Anna come compagna di Grace nonostante sia una popolana, altri non hanno la stessa opinione. E infatti Violet, Jaune e Marron cercano di intimorire Anna per farle rinunciare al ruolo di assistente di Grace, insinuando che Grace si vergogni di lei; Anna risponde esprimendo la sua incrollabile devozione a Grace. Con Kenzaburo e Hinako commossi dalle parole di Anna, Grace compare in lacrime per scusarsi con le tre dell'equivoco (che non c'è mai stato), ed esalta la scuola come luogo di studio e di crescita, indipendente dalla posizione sociale; in questo modo fornisce alle tre terrificate malelingue una scappatoia e le convince ad andare d'accordo con Anna. |                  |          |
| 7  | Papà fa un'esecuzione modello 「おじさん、模範演習する」 - Oji-san, Mohan Enshū Suru | 21 febbraio 2025 | -        |
| 7  | Il padre di Grace, Leopold Auvergne, arriva a casa per visitare sua figlia, preoccupato per lei dopo aver appreso della sua caduta da cavallo. Nell'occasione le regala un cavallo a dondolo, che la vera Grace amava nella sua infanzia. Pur sapendo che l'originale Grace gli avrebbe fatto una dura sfuriata per quel giocattolo da bambini, Grace/Kenzaburo lo ringrazia per averla aiutata a trovare un regalo per il cuginetto Francois. Il duca Auvergne e la servitù sono stupiti da quanto Grace sia cambiata. Grace e Josette vanno a trovare di nuovo il fabbro e lo trovano mentre gioca con le trottole con il duca Auvergne, e ascoltandoli Kenzaburo scopre di più sul passato di Grace e della sua famiglia. Anche Grace decide di unirsi al divertimento e, a sorpresa, vince il confronto con il padre, grazie all'esperienza di Kenzaburo con simili oggetti. Il giorno dopo, iniziano gli esami magici e la famiglia di Kenzaburo osserva che il capofamiglia si sta adattando sempre meglio al ruolo di giovane nobildonna. Mentre Grace e Anna prendono parte al torneo, il duca Auvergne vede il miglioramento di sua figlia. Grace e Anna convocano i loro famigli per colpire i bersagli in movimento, ma l'insegnante di magia li fonde in un unico bersaglio simile a una bestia per la loro prossima sfida. Incapace di ferirlo con il fuoco, Grace fa passare Orion all'uso degli attributi dell'acqua con l'aiuto di Hinako, e lei e Anna riescono a distruggere il bersaglio. Il duca Auvergne è impressionato dall'esibizione e anche dalla forma fisica di Anna... che rivela di essere ingrassata, di aver cercato di mangiare meno, e aver cambiato idea vedendo l'espressione triste di Grace (ovvero di Kenzaburo, cui piace vedere giovani con un buon appetito), decidendo invece di fare esercizio fisico per perdere peso. Pierre si complimenta con Grace per aver incoraggiato Anna ad allenarsi in modo così sottile, tra l'approvazione scintillante dei presenti e nuovo imbarazzo di Grace/Kenzaburo. |                  |          |
| 8  | Papà diventa una domestica 「おじさん、メイドになる」 - Oji-san, Meido ni Naru | 28 febbraio 2025 | -        |
| 8  | Una settimana dopo l'esibizione di magia, Anna, Lucas e Lambert si recano nella tenuta degli Auvergne mentre Lambert prova il suo nuovo libro con bacchetta magica incorporata, che è stato realizzato su misura per lui da Meister Walz. Mentre sono seduti insieme a un tavolo con dei dolci, Kenzaburo pensa al percorso ideale per Anna, credendo che Lambert sia il più adatto a lei a causa del fatto che proviene da una famiglia nobile marginale. Con l'avvicinarsi delle vacanze estive, Grace convince Anna a trascorrerle nella tenuta Auvergne come un modo per capire meglio l'alta società. Quella notte, Grace fa un sogno in cui Kenzaburo trova Grace rinchiusa in una gabbia e cerca di liberarla, ma si risveglia, salutata da Josette e da Anna, che ha deciso di lavorare temporaneamente come cameriera per la famiglia di Grace. Hinako nota che lo scenario che si sta svolgendo non è un percorso possibile nel gioco originale, dove Anna passava l'estate nei dormitori della scuola oppure tornava a casa. Anna incontra Mathilde, la parrucchiera di Grace, che sa usare solo la magia del fuoco di base, e spiega come le sue abilità siano servite bene a tutti nella tenuta. In seguito, Anna incontra la cameriera Olive, che le parla della famiglia Auvergne e delle attività che si svolgono nella tenuta, menzionando che ci sono circa 300 servitori che lavorano nella tenuta. Alla fine della giornata, Grace si presenta vestita da cameriera e chiede ad Anna la sua impressione sulla tenuta. Anna risponde spiegando che la tenuta è un luogo di apprendimento e che, sebbene sembri essere solo un luogo sontuoso per la gente comune, è anche un luogo con un grande senso di comunità. Grace si complimenta con la sua risposta e crede che Anna un giorno diventerà un nobile. |                  |          |
| 9  | Papà intrappolato 「おじさん、閉じ込められる」 - Oji-san, Toji Komera reru | 7 marzo 2025     | -        |
| 9  | Mentre Grace e Anna entrano nel caveau segreto per incontrarsi con il consiglio studentesco, i ragazzi svaniscono dopo che Lucas risolve un puzzle magico a forma di cubo di Rubik. Grace e Anna escono per chiedere aiuto agli insegnanti ma si ritrovano nel Labirinto delle Prove, dove devono risolvere una serie di enigmi con uno dei ragazzi. Il primo indovinello con Virgil vede Grace usare la magia del fuoco e dell'acqua di Orion per creare un bagno in una piccola vasca. Successivamente, Virgil viene risucchiato di nuovo nel cubo e Lambert esce per la prova successiva, incentrata sull'Enigma della Sfinge. Mentre Grace e Anna passano alla terza prova, Hinako spiega che questo evento è un gioco bonus progettato per aumentare l'intimità con personaggi casuali che la maggior parte dei giocatori salta a causa della difficoltà di risolvere il cubo. Per la prossima prova, Pierre ha il compito di costruire una barriera di ghiaccio attorno a un anello in cima a una torre per accendere una torcia usando il sole come una lente d'ingrandimento, ma ha la fobia delle altezze; così Orion usa la magia dell'acqua per creare la barriera per superare la prova. Richard e Auguste escono per la prova successiva, basata sulla favola Il vento del nord e il sole e un piccolo Lucas nel ruolo del viaggiatore. Richard suona un tamburo taiko e canta per richiamare Lucas, ma è così stonato che Grace decide di prendere il suo posto. Grace usa l'esperienza di Kenzaburo con i giochi ritmici e il karaoke per cantare la sigla finale di Galaxy Express 999, convincendo Lucas a uscire e superare la prova. Successivamente, Orion (controllato da Hinako) afferra il cubo e lo smonta per consentire a Grace e Anna di ricostruirlo pezzo per pezzo, una mossa "illegale" che Kenzaburo aveva mostrato molto tempo prima a Hinako, ma il cubo ritorna al suo stato precedente; non è permesso barare. Con ciò, dopo aver visto la struttura del cubo, Anna risolve l'enigma, liberando tutti. E tuttavia, ognuno, Anna compresa, appare convinto che Grace conoscesse la soluzione e abbia deciso gentilmente di guidare Anna alla conclusione... |                  |          |
| 10 | Papà si traveste da uomo 「おじさん、男装する」 - Oji-san, Dansō Suru | 14 marzo 2025    | -        |
| 10 | Grace e Josette visitano la casa di Anna, la cui famiglia gestisce una panetteria. Vengono accolti dalla madre di Anna, che scopre rapidamente l'identità di Grace. Grace incontra Anna mentre aiuta un ragazzo a scendere da un albero combinando il vento di Anna con la magia dell'acqua di Grace per creare uno scivolo di ghiaccio, e in seguito Anna rivela l'identità di Grace ai cittadini, con suo grande imbarazzo. Qualche tempo dopo, tornata all'accademia, Grace è incaricata di organizzare il festival dell'accademia e chiede ad Anna di decidere l'attività per essere la valedictorian del primo anno, e Anna decide di mettere in scena una commedia che coinvolge un principe e un cittadino comune che sono diventati amici e poi si sono scambiati di posto attraverso un incantesimo magico. Hinako e Mitsuko osservano questi eventi e ricordano come Grace si è comportata in precedenza nella storia originale. Lucas menziona una restrizione che è tradizionale all'accademia. Quella sera, Grace parla del festival con Leopold, e lui menziona che era solito servire il consiglio studentesco con sua moglie Jacqueline Auvergne come presidente, e che Jacqueline è quella che ha iniziato la tradizione con la restrizione per lo spettacolo di essere un casting cross-gender. Hinako afferma che le origini dell'idea del casting cross-gender sono diverse dal gioco e non possono trattenere la loro eccitazione come fangirl del genere. Il giorno successivo, Grace e Anna discutono del casting con Anna che accetta il suo ruolo principale come principe. |                  |          |
| 11 | Papà è in un guaio elegante! 「おじさん、エレガントな大ピンチ！」 - Oji-san, Ereganto na Dai-pinchi! | 21 marzo 2025    | -        |
| 11 | Dopo aver trascorso l'intera giornata in biblioteca per fare ricerche per scrivere la sceneggiatura dell'opera, Anna crolla e Grace la porta nell'ufficio dell'infermiera per riposare. Anna si considera un fallimento, ma Grace le assicura il contrario. Successivamente, Grace e Anna cercano qualcuno con esperienza teatrale e vengono presentate a Francette (o Fran in breve). I tre analizzano varie sceneggiature scritte in passato e si imbattono in una particolarmente adeguata, scritta da Jacqueline Auvergne, la madre di Grace. In Giappone, Hinako spiega che nella sceneggiatura originale del gioco, Fran è la migliore amica di Anna, ma quel ruolo è stato preso da Grace e Fran è invece la consulente teatrale. A due settimane dalla fine del festival, Grace fornisce una panoramica della sceneggiatura e del cast con Grace nel ruolo del principe Edmond, Anna nel ruolo del popolano Toby, Richard nel ruolo della madre di Toby, Virgile nel ruolo della regina, Pierre nel ruolo di una cameriera, Lucas nel ruolo della fata Fee, Auguste nel ruolo del cavaliere Marielle e Lambert nel ruolo della sorella della regina, Simone. Prima di ciò, Grace si esercita a giocare nei panni di Edmond, ma ha difficoltà con le sue battute dopo lo scambio di corpo a causa del fatto che si scontra con la sua abilità Elegant Cheat, spingendo Grace a chiedere a Fran di rivedere la sceneggiatura per far risaltare di più Anna. Dopo aver letto la sceneggiatura di Jacqueline, Fran si rende conto di quanto sia una dilettante. Quella sera, Leopold informa Grace che Jacqueline ha intenzione di assistere allo spettacolo. Con l'avvicinarsi del festival, i ragazzi del consiglio studentesco dicono a Grace che hanno altri impegni in vista del festival che renderanno impossibile fare una prova di gruppo. |                  |          |
| 12 | Papà si lancia al festival scolastico 「おじさん、学園祭で打ち上げる」 - Oji-san, Gakuen-sai de Uchiageru | 28 marzo 2025    | -        |
| 12 | Il festival inizia con Grace e Anna che incontrano la madre di Anna, poi il duca Leopold, che elimina un golem che i membri dell'Earth Magic Enthusiast Club stanno usando al di fuori dell'area designata del club. Successivamente, Grace e Anna si dirigono verso la sala del consiglio studentesco per prepararsi per lo spettacolo. Poco dopo, inizia la commedia de Il principe e il contadino con la presenza di Jacqueline. Durante la scena dopo che Edmond e Toby si scambiano i corpi, Grace lotta con le sue battute a causa di Elegant Cheat che quasi rovina la commedia, ma Lucas la salva con un'improvvisazione, essendo stato informato della situazione di Grace da Jacqueline, che può vedere nel futuro. Lo spettacolo continua senza problemi fino alla fine ed è un grande successo. Dopo lo spettacolo, Grace incontra Leopold, che le dice che Jacqueline aveva un'altra questione di cui occuparsi e lascia invece Grace con una lettera, mentre Jacqueline si emoziona, esprimendo questo a una misteriosa sfera di luce mentre se ne va. Hinako e Mitsuko sono delusi da questo mentre Hinako rivela cosa succede dopo. Quella notte, Anna e il consiglio studentesco vanno alla ricerca di Grace per assistere insieme allo spettacolo dei fuochi d'artificio, ma non riescono a trovarla. Inizia lo spettacolo pirotecnico e dopo aver visto i fuochi d'artificio bicolori che solo Grace è in grado di produrre, tutti si rendono conto che Grace sta aiutando con lo spettacolo. Grace/Kenzaburo dichiara quindi che la sua vita da perfida nobildonna è solo iniziata. |                  |          |

## Accoglienza
Nel 2020, il manga è stato nominato per la sesta edizione dei Next Manga Awards nella categoria stampa e si è classificato quarto su 50 candidati, con 17.633 voti.